# Fengshui (film)
Série
The Princess and the Matchmaker
(2018)
Pour plus de détails, voir Fiche technique et Distribution.
Fengshui (hangeul : 명당 ; hanja : 明堂 ; RR : Myeong-dang ; litt. « Endroit célèbre ») est un film sud-coréen réalisé par Park Hee-gon, sorti en 2018.
Il s'agit de l'histoire d'un expert en pungsu (l'équivalent coréen du feng shui) qui peut déterminer la terre qui apporte la bonne fortune et des personnes gravitant autour de lui qui sont en concurrence pour occuper cette terre afin de changer leur destin et de devenir roi.[Quoi ?]
Ce film est le troisième et dernier opus d'une trilogie, produite par Jupiter Film sur les traditions coréennes de diseurs de bonne aventure, après Gwansang (2013) et The Princess and the Matchmaker (2018), qui totalise plus de 2 millions de spectateurs au box-office sud-coréen de 2018 pour 15,6 millions dollars de recettes.

## Synopsis
Dans la Corée Joseon du XIXe siècle, une confrontation a lieu entre deux factions cherchant à s'approprier un lieu déclaré propice à accueillir une sépulture et à faire du propriétaire un roi.

## Fiche technique
- Titre original : 명당
- Titre anglophone : Fengshui
- Réalisation : Park Hee-gon
- Scénario : Jung Ja-young
- Musique : Jang Young-gyu
- Montage : Kim Chang-ju
- Production : Lee Kang-jin
- Société de production : Jupiter Film
- Société de distribution : Megabox Plus M
- Budget : 10 millards[3]
- Pays de production :  Corée du Sud
- Langue originale : coréen
- Format : couleur
- Genre : drame, historique
- Durée : 126 minutes
- Date de sortie : Corée du Sud : 19 septembre 2018

## Distribution
- Cho Seung-woo[4] : Park Jae-sang
- Ji Sung[4] : le prince Daewongun
- Kim Sung-kyun (en)[4] : Kim Byung-ki
- Baek Yun-shik : Kim Jwa-geun
- Moon Chae-won[5] : Cho-sun
- Yoo Jae-myung : Goo Yong-sik
- Lee Won-geun (en)[6] : le Roi Heonjong
- Park Choong-sun : Jung Man-in
- Kim Min-jae : le Prince héritier Hyomyeong (en)[7]
- Kang Tae-oh : Won-kyung
- Tae In-ho (en) : Chun Hee-yeon

## Production
Le tournage commence le 22 août 2017 et s'achève le 5 janvier 2018,. Il a lieu à Hadong, dans la province du Gyeongsang du Sud,.

## Accueil

### Sortie
Le film sort le 19 septembre 2018 dans les salles sud-coréennes, avec une interdiction aux moins de 12 ans non-accompagnés par le Korea Media Rating Board. Il est opposé à The Great Battle, The Negotiation, et La Nonne (The Nun), lors de ce qui est considéré comme la semaine la plus concurrentielle de l'année.
Il est projeté dans la section Spotlight on Korea au 38e Hawaii International Film Festival en novembre 2018.
Il sort le 15 octobre 2018 en VOD et téléchargement numérique.

### Critiques
Le film reçoit des critiques mitigées. La critique salue le jeu des acteurs (en particulier de Cho Seung-woo, de Baek Yun-shik et de Park Choong-sun) et la photographie. La plupart des critiques portent sur le fait que le film n'a pu devenir un drame politique saisissant en dépit de sa solide distribution et du fait de mauvaises interprétations (notamment de Ji Sung et de Lee Won-geun (en)),.
Yoon Min-sik du The Korea Herald écrit : « Le réalisateur Park Hee-gon réussit passablement à garder le suspense avec des personnages intrigants et à décrire le danger, bien que ce ne soit pas une tâche extrêmement difficile avec l'abondance d'acteurs de qualité. Cho est bon comme d’habitude, et le ton constant et le regard solennel de Baek respirent le charisme. Cependant, le film repose trop sur la chance, les approximations et la force brute pour devenir un drame politique ».
Woo Jae-yeon de Yonhap écrit : « En dépit de l'histoire captivante parsemée de rebondissements et de performances stellaires de Cho Seung-woo, Ji Seong et Baek Yun-sik, on quitte la salle avec l'impression que l'intrigue n'est pas résolue et qu'il reste encore des histoires à raconter… [Cependant], les lieux de tournage, sublimés par l'excellent travail de la photographie, sont à couper le souffle et sont fascinants ».

### Box-office
Le film engrange 78 146 dollars avec les avants-premières et les réservations de tickets.
Pour son premier jour d'exploitation, le film attire 108 832 spectateurs pour 778 024 de recettes, terminant deuxième derrière The Great Battle, sorti le même jour. Durant son premier week-end, le film termine à la deuxième place avec un total brut de 4,5 millions dollars de recettes et 548 989 spectateurs, suivant de près The Great Battle. Après six jours d'exploitation, le film dépasse le million d'entrées, le 24 septembre 2018.
Le film tombe à la troisième place au cours de son deuxième week-end avec 240 449 spectateurs, ce qui représente une baisse de 58 % par rapport à son premier week-end. Le 2 octobre, il dépasse les 2 millions d'entrées. Au cours de son troisième week-end, le film tombe à la septième place avec un total de 141 921 dollars de recette et 19 969 spectateurs, soit une baisse de 92 % de son niveau brut par rapport au deuxième week-end.
En date du 19 octobre 2018, le film a attiré 2 081 776 spectateurs pour 15,6 millions dollars de recettes.